# Spectravideo SVI-2000C
De SVI 2000C is een robotarm ontwikkeld door Spectravideo die met de Rogocartridge met een MSX-computer kan worden bestuurd.
De robotarm wordt met de MSX-computer verbonden met behulp van twee kabels die worden aangesloten op de Rogocartridge.

## Programmeertaal Rogo
Rogo is een programmeertaal die sterk verwant is aan Logo en maken beide gebruik van Engelstalige commando's en biedt tevens de mogelijkheid door de gebruiker gedefinieerde commando's vast te leggen.
De robotarm wordt bestuurd met een speciaal geschreven of aangepast programma of procedure. Een programma is opgebouwd uit een reeks commando's die zijn samengesteld uit standaard Rogo-commando's of door de gebruiker vastgelegde commando's. Een commando is een sleutelwoord waarmee een specifieke opdracht wordt uitgevoerd. De standaard rogocommando's worden primitives genoemd.
Een programma kan worden opgeslagen naar en geladen van cassette.
De Rogosoftware biedt daarnaast ook over een grafische weergave van de robotarm waarmee de beweging van de robotarm gesimuleerd kan worden en bevat vier deelschermen die elk een ander deel van de robotarm weergeven.